# Ludmila Freiová
Ludmila Freiová (15. března 1926, Praha – 12. října 2014, Krabčice) byla česká spisovatelka, překladatelka, autorka knih pro mládež a science fiction.

## Život
Vystudovala češtinu, italštinu a filozofii na Filozofické fakultě Univerzity Karlovy. V letech 1951–1959 učila žáky na základní, pak zvláštní škole. V letech 1959 až 1986, tedy až do důchodu, pracovala jako středoškolská profesorka filozofie, češtiny a italštiny.
Psaní literatury se věnovala od poloviny šedesátých let, od roku 1975 psala pouze sci-fi. Kromě vlastní tvorby se věnovala také překladu italské sci-fi literatury a jejímu publikování jak v oficiálních časopisech, tak i fanzinech, psaní teoretických článků a práci ve fandomu..
V letech 1948–1955 byla provdána za houslistu Václava Rábla. Zajímala se o filozofii, psychologii, biologii, výtvarné umění, italštinu a hudbu.

## Dílo

### Knihy pro mládež
- Úterý (1960)
- Příběh jednoho roku (1966)
- Dopisy pro Jaszka (1972)

### Sci-fi knihy
- Letní kursy (1977)
- Vyřazený exemplář (1980)
- Strach na planetě Kvara (1982)
- Cizinci na planetě Kvara (1986)
- Odkud přišel Silvestr Stin? (1986)
- Datum narození nula (Stín přivedený do paralelního světa) (1990)
- Čas mimo čas (1998)

### Sci-fi povídky
- Bílá tvář drží slovo
- Cizí syn
- Dvojí přiznání profesora C. H.
- Jmenoval se Kulíšek
- Kar
- Kečuánská zubatá
- Mumie
- Neviditelní zloději
- Opatření budiž konkrétní
- Poselství orchidejí
- Poslední (Zita)
- SOS
- Spiknutí proti času
- Stinův návrat
- Symfonie
- Školní případ
- Test
- Variace na staré téma
- Zlatá brána
- Život pro Zaran

### Rozhlasová hra
- Nerozhodnost (1982)

### Teoretické články
- Jazyk naší fantastiky (1992–1994) – Série článků o nejčastějších pravopisných a stylistických chybách v české fantastické literatuře
- Doporučená četba (1992), Z knih, které naši čtenáři neznají (1994) – články o italské fantastické literatuře
- Budoucnost science fiction, jak ji vidí Roberto Quaglia (1995)

### Překlady
- Doporučeno Velkým bratrem (1999) – Antologie italské sci-fi

Řadu povídek SF přeložila z italštiny do českých fanzinů.

## Ceny
- Cena ministerstva školství a Státního pedagogického nakladatelství (za novely Úterý a Příběh jednoho roku)
- Mlok za zásluhy o rozvoj české science fiction (1993)
- Cena Akademie SFFH za dlouholetou práci pro science fiction (1997)